# ENGI
ENGI Co., Ltd. (株式会社エンギ, Kabushiki gaisha Engi), également connue sous le nom de ENtertainment Graphic Innovation, est une coentreprise formée par Kadokawa Corporation, Sammy Corporation et Ultra Super Pictures. Elle est une filiale consolidée de Kadokawa Corporation. Elle est spécialisée dans la production d'anime, d'animations de jeux vidéo et de pachinko, par l'intermédiaire de Studio ENGI, son studio d'animation japonaise. Le studio est notamment responsable de la production de la prochaine adaptation de Kantai Collection.

## Histoire
Le 4 avril 2018, Kadokawa a créé ENGI, tandis que Sammy et Ultra Super Pictures ont également investi dans l'entreprise. Il a commencé ses opérations le 1er juin 2018. Le studio est basé à Suginami dans la préfecture de Tokyo au Japon. L'ancien directeur général de Qtec Tōru Kajio est placé à la tête de la nouvelle entreprise. Les membres du conseil d'administration comprennent Hiroshi Horiuchi et Takeshi Kikuchi de Kadokawa, Shun'ichi Okabe de Glovision (filiale de Kadokawa) et Ken'ichi Tokumura de Sammy.
Le 25 mars 2020, il a été annoncé qu'ENGI a ouvert son deuxième studio, ENGI Kurashiki Studio, à Kurashiki dans la préfecture d'Okayama.

## Productions

### Séries télévisées
| Année | Titre                                                                       | Dates de 1re diffusion | Dates de 1re diffusion | Nb. éps.   | Notes |
| Année | Titre                                                                       | Début                  | Fin                    | Nb. éps.   | Notes |
| ----- | --------------------------------------------------------------------------- | ---------------------- | ---------------------- | ---------- | --- |
| 2019  | Kemonomichi                                                                 | 2 octobre 2019         | 18 décembre 2019       | 12         | Basée sur la série de manga écrite par Natsume Akatsuki et dessinée par le duo Mattakumo-suke et Yumeuta.                                                                                       |
| 2020  | Uzaki-chan Wants to Hang Out!                                               | 10 juillet 2020        | 25 septembre 2020      | 12         | Basée sur la série de manga de Take. |
| 2021  | Show by Rock!! Stars!! (ja)                                                 | 7 janvier 2021         | 25 mars 2021           | 12         | Suite de Show by Rock!! Mashumairesh!! ; production de la CG pour Kinema Citrus. |
| 2021  | Kyōkyoku shinka shita Full Dive RPG ga genjitsu yorimo Kuso-Ge dattara (ja) | 7 avril 2021           | 23 juin 2021           | 12         | Basée sur la série de light novel écrite par Light Tuchihi et illustrée par Youta. |
| 2021  | The Detective is Already Dead                                               | 4 juillet 2021         | 19 septembre 2021      | 12         | Basée sur la série de light novel écrite par Nigojū et illustrée par Umibōzu. |
| 2022  | Trapped in a Dating Sim: The World of Otome Games is Tough for Mobs         | 3 avril 2022           | 19 juin 2022           | 12         | Basée sur la série de light novel écrite par Yomu Mishima et illustrée par Monda,. |
| 2022  | Management of Novice Alchemist (en)                                         | octobre 2022           | À venir                | À annoncer | Basée sur la série de light novel écrite par Mizuho Itsuki et illustrée par Fuumi. |
| 2022  | KanColle: Itsuka ano umi de                                                 | 3 novembre 2022        | 25 mars 2023           | 8          | Basée sur le jeu vidéo éponyme développé par C2 et Kadokawa Games, et édité par DMM.com (ja),. La date de parution inhabituelle est faire pour correspondre au lencement du cuirassé Yamashiro. |
| 2022  | Uzaki-chan Wants to Hang Out! W                                             | 2022                   | À venir                | À annoncer | Suite de Uzaki-chan Wants to Hang Out!. |
| 2024  | Medalist                                                                    | 5 janvier 2024         | À venir                | À annoncer | Basée sur la série de manga de Tsurumaikada. |